# Einleitung in das Neue Testament

Carson/Moo: Einleitung in das Neue Testament, 2010 (Buchcover); mit über 900 Seiten eine der umfangreichsten Einleitungen.

Die Einleitung in das Neue Testament ist eine theologische Fachbezeichnung für die Darstellung der Entstehung, Sammlung und Überlieferung der Schriften des Neuen Testaments. Die Entstehung dieser einzeln behandelten Schriften gehört zur Speziellen Einleitung des Neuen Testaments. Die Allgemeine Einleitung umfasst die Sammlung (Kanongeschichte) und die Überlieferung (Textgeschichte) des Neuen Testaments. Eine solche Einleitung wird in Buchform präsentiert, aber auch in Form von Lehrveranstaltungen.
Die wissenschaftliche Beschäftigung mit den so genannten „Einleitungsfragen“ wird oft als Einleitungswissenschaft bezeichnet; damit wird ausgedrückt, dass es sich um eine eigene wissenschaftliche Disziplin handelt. Einzelne Einleitungsfragen werden auch in anderem Rahmen behandelt, z. B. erläutern manche Bibelübersetzungen vor Beginn der Übersetzung jeder Schrift deren Entstehung. Vom Begriff Einleitung ist eine Einführung zu unterscheiden, die zum Gebrauch der Methoden der Lektüre und Erforschung des Neuen Testaments anleitet.

## Begriffsgeschichte
Die im Rahmen der Einleitung in das Neue Testament behandelten Fragen kamen in der Zeit der Aufklärung auf. Im Jahr 1750 veröffentlichte Johann David Michaelis eine Einleitung in die Göttlichen Schriften des neuen Bundes. Das deutsche Wort „Einleitung“ ging vom lateinischen Begriff „introductio“ aus. Mit diesem Werk wurde Michaelis der „Begründer der deutschen Einleitungswissenschaft“. Er verfolgte dabei auch ein apologetisches Anliegen. Der breite Begriff „Einleitung“ wurde in der Folgezeit beibehalten; er bürgerte sich in der auch noch heute verwendeten speziellen Bedeutung ein. Einen ausführlichen Titel wählte Heinrich Julius Holtzmann 1885: Lehrbuch der historisch-kritischen Einleitung in das Neue Testament. Hier werden Art des Buches sowie inhaltliche Orientierung erwähnt.
Die Form der Einleitung wurde von Johann Gottfried Eichhorn für das Alte Testament aufgegriffen; von 1780 bis 1783 erschien seine dreibändige Einleitung ins Alte Testament. Er gilt als „Begründer der alttestamentlichen Einleitungswissenschaft“.
In kürzerer Form und eher allgemeinverständlich abgefasst konnte eine solche Einleitung auch für die ganze Bibel erscheinen, so jene von Adolf Schlatter 1889.

## Spezielle und Allgemeine Einleitung
Die Spezielle Einleitung in das Neue Testament (Abkürzung: NT) untersucht die Entstehungsverhältnisse der einzelnen neutestamentlichen Schriften: Es geht also um die Fragen nach Autor, Adressat(en) und Zeitpunkt der Abfassung. Diese Fragen werden bei jeder neutestamentlichen Schrift gesondert abgehandelt, wobei einige dieser Schriften auch als Gruppe betrachtet werden, vor allem die Evangelien und die Paulusbriefe. Diese Spezielle Einleitung bildet den überwiegenden Hauptteil einer Einleitung in das NT.
Durch die Festlegung und Beschränkung auf die genaue Liste der 27 Bücher des Neuen Testaments ist eine Einleitung eng mit der Problematik des Kanons verknüpft, also mit der Frage, wie sich die kirchliche Sonderstellung genau dieser 27 Bücher begründen lässt.
Die beiden Teile der Allgemeinen Einleitung, die Entstehung des Kanons des Neuen Testaments sowie die Geschichte und Kritik des neutestamentlichen Textes, machen jeweils nur etwa ein Zehntel des Gesamtumfanges einer NT-Einleitung aus. Mitunter werden der Kanon- und der Textgeschichte überhaupt keine eigenen Kapitel gewidmet.
Anstelle der übergeordneten Zweiteilung in Allgemeine und Spezielle Einleitung wird manchmal eine Dreiteilung vorgenommen (durch Aufteilung der Allgemeinen Einleitung in Kanons- und Textgeschichte), unter Verzicht auf das Begriffspaar Allgemeine/Spezielle.

## Konservative und liberale Einleitungen
Bei der Beantwortung dieser Einleitungsfragen gibt es in der theologischen Forschung große Unterschiede. Die Antworten lassen sich im Wesentlichen zwei Strömungen zuordnen: Die liberale Strömung hält etwa die Hälfte der 13 Paulusbriefe insofern für unecht, als diese nicht auf Paulus zurückgehen und außerdem erst nach dessen Tod verfasst worden sein sollen. Die konservative Strömung führt diese Briefe dagegen durchgehend auf Paulus zurück, wobei insbesondere die sogenannten Pastoralbriefe oft auf einen „Sekretär“ des Paulus zurückgeführt werden. Die Betrachtung der Echtheit der Paulusbriefe ermöglicht eine schnelle Zuordnung eines Theologen oder einer Einleitung zu einer der beiden Strömungen, zwischen denen es daneben noch weitere Unterschiede gibt, vor allem im Bereich der Speziellen Einleitung.

### Konservative Einleitungen
Um 1900 war die zweibändige Einleitung in das Neue Testament von Theodor Zahn einflussreich. Sie erreichte drei Auflagen und 1994 einen Nachdruck.
Spätere Werke stehen in Zahns Tradition:
- Wilhelm Michaelis: Einleitung in das Neue Testament. Bern 1961 (3. Auflage)
- Erich Mauerhofer: Einleitung in die Schriften des Neuen Testaments. VTR, Nürnberg und RVB, Hamburg, 2004 (3. Auflage)

Im englischen Sprachraum erreichte ab den 1960er Jahren die New Testament Introduction von Donald Guthrie (London) weite Verbreitung. Eine amerikanische Einleitung wurde sogar ins Deutsche übersetzt:
- Donald A. Carson, Douglas J. Moo: Einleitung in das Neue Testament. Brunnen, Gießen 2010 (engl. 2. Auflage 2005).

Orthodoxe Theologen kommen insbesondere bei der Beurteilung der Verfasserfragen zu konservativen Ergebnissen. Einen Einblick gibt Konstantin Nikolakopoulos in seinem Buch Das Neue Testament in der Orthodoxen Kirche. Grundlegende Fragen einer Einführung in das Neue Testament (2. Auflage 2014). Auch die Einleitung des Katholiken Luke Timothy Johnson ist tendenziell konservativ; sie trägt den Titel The Writings of the New Testament: An Interpretation (3. Auflage 2010).

### Liberale Einleitungen
Die 1913 von Paul Feine erstmals veröffentlichte Einleitung in das Neue Testament erlebte viele Auflagen, zuerst von ihm selbst bearbeitet, danach betreut von Johannes Behm, schließlich von Werner Georg Kümmel bis zur 21. Auflage 1983. Anhand dieses Lehrbuches lernten Generationen insbesondere evangelischer Theologiestudierender.
Das katholische „Gegenstück“ war die erstmals 1953 veröffentlichte Einleitung von Alfred Wikenhauser, die ursprünglich eher konservativ war und sich allmählich liberalen Positionen näherte, insbesondere nach dem Zweiten Vatikanischen Konzil und in den Überarbeitungen durch Josef Schmid, zuletzt 1973.
In den vergangenen Jahrzehnten erschienen weitere Einleitungen, die ebenfalls der liberalen Strömung zuzurechnen sind:
- Willi Marxsen: Einleitung in das Neue Testament. Eine Einführung in ihre Probleme. Gütersloher Verlagshaus, Gütersloh 1978 (4. Auflage)
- Philipp Vielhauer: Geschichte der urchristlichen Literatur. Einleitung in das Neue Testament, die Apokryphen und die Apostolischen Väter. Walter de Gruyter, Berlin-New York 1978 (behandelt auch außerbiblische Schriften).
- Udo Schnelle: Einleitung in das Neue Testament. Vandenhoeck & Ruprecht, Göttingen 2017 (9. Auflage).
- Ingo Broer: Einleitung in das Neue Testament. 2 Bände, Würzburg 1998/2001.
- Petr Pokorný, Ulrich Heckel: Einleitung in das Neue Testament. Tübingen 2007.

## „Einführung“ in das Neue Testament
Von der „Einleitung“ zu unterscheiden ist die „Einführung“. Helmut Koester betont im Vorwort seiner Einführung in das Neue Testament im Rahmen der Religionsgeschichte und Kulturgeschichte der hellenistischen und römischen Zeit, dass sein Werk keine Einleitung sei. Eine solche Einführung führt in die damalige Welt ein, betrachtet also die politische und religiöse Umwelt; dieses Thema wird manchmal „Zeitgeschichte des Neuen Testaments“ genannt. Oft ist außerdem eine literarische Einführung mit eingeschlossen, d. h. Methodenfragen zur Auslegung von Texten jener Zeit. Ein aktuelles Beispiel einer solchen Einführung ist das Buch Das Neue Testament und seine Welt. Eine Einführung von Peter Pilhofer. Hier wird die damalige Zeitgeschichte chronologisch dargeboten und damit verknüpft die Entstehung der einzelnen Schriften des Neuen Testaments eingeordnet. Die Grenzen zwischen den Themen einer Einführung und jenen einer Einleitung sind also nicht ganz scharf zu ziehen, aber auch bei thematischen Überschneidungen gibt es unterschiedliche Schwerpunkte und Anliegen.
Das oft als Einführung empfohlene Arbeitsbuch zum Neuen Testament von Hans Conzelmann und Andreas Lindemann (Tübingen, seit 1975) verzichtet im Titel auf den Begriff „Einführung“. Als Arbeitsbuch will es die Studierenden beim Gebrauch der Methoden anleiten. Ähnlich einer speziellen Einleitung behandelt es auch die 27 NT-Schriften, aber eher im Sinne einer Hinführung und Anleitung, während eine Einleitung als Lehrbuch primär Informationen vermittelt.